# تاید هد، نیوبرانزویک
تاید هد، نیوبرانزویک (به انگلیسی: Tide Head) یک منطقهٔ مسکونی در کانادا است که در محله ادینگتون، نیو برانسویک واقع شده‌است. تاید هد ۱٬۰۳۶ نفر جمعیت دارد.